# Estatuto de Autonomía de Cantabria
El Estatuto de Autonomía de Cantabria es la norma institucional básica de la comunidad autónoma de Cantabria, en España. Determina las competencias, órganos e instituciones de autogobierno de la comunidad cántabra. Legalmente, se trata de la ley orgánica 8/1981, del 30 de diciembre, aprobada el 15 de diciembre del mismo año en el Congreso de los Diputados, publicada en el BOE desde el 11 de enero de 1982 y entró en vigor el 1 de febrero de 1982 (21 días después desde su publicación). Posteriormente ha sido modificado para ampliar competencias y definir artículos provisionales.
Cantabria fue una de las primeras comunidades autónomas en tener Estatuto de Autonomía, pues fue aprobado el 30 de diciembre de 1981 (junto con Andalucía y Asturias, que lo aprobaron el mismo día) y solo por detrás del País Vasco, Cataluña y Galicia. Cantabria fue además la primera comunidad en acceder a la autonomía sin haber disfrutado antes de régimen preautonómico, gracias al artículo 143 de la Constitución que permite el acceso a la autonomía a provincias con entidad regional histórica.

## Proyecto de Estatuto de 1936
Durante el período de la Segunda República, uno de los ejes de debate político era la orientación del régimen republicano que se encontraba entre la República unitaria y la República federal. Aprovechando la coyuntura, el Partido Republicano Federal de la entonces provincia de Santander redacta un proyecto de estatuto para un futuro estado federal, denominado "Cántabro-Castellano", ya que dentro de él tendrían cabida municipios limítrofes castellanos y del litoral cantábrico si así lo desearan.
Además de la vertiente republicana del Estatuto, también este había sido en parte fruto de un proceso de redescubrimiento de los rasgos que identifican al pueblo cántabro. Los artífices de dicho proceso fueron personajes tan destacados como Amós de Escalante, José María de Pereda, Marcelino Menéndez y Pelayo, Mateo Escagedo y Ángel de los Ríos, entre otros.
El documento en sí defiende la creación de un Estado Cántabro-Castellano como parte de la República federal española cuyos límites no quedan explícitos. Lo que sí se especifica son las amplias competencias de este Estado que dejaría al Estado central con tan solo unas pocas como defensa, relaciones internacionales, etc.

## Estatuto de 1981

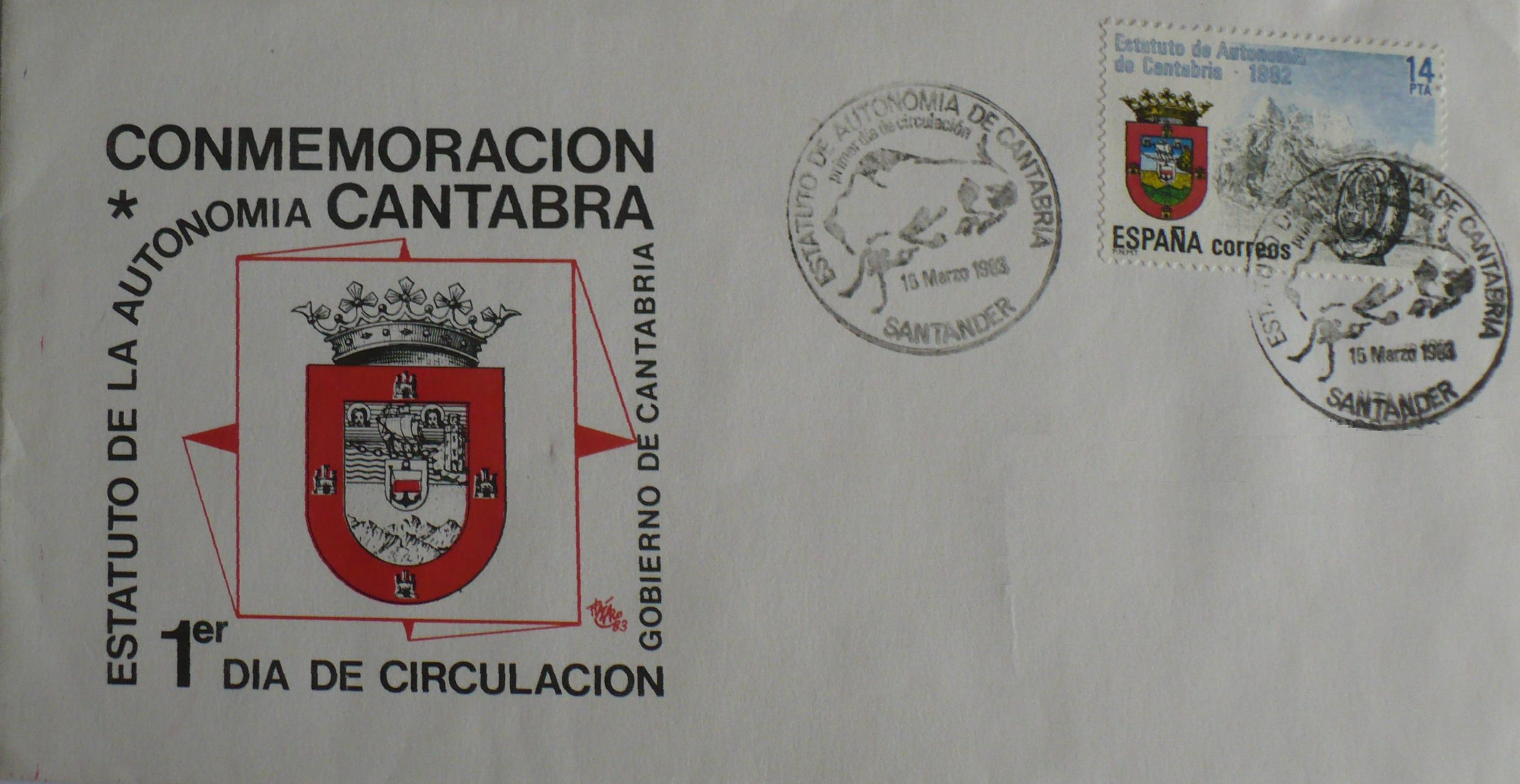
Sobre del primer día, conmemorativo del Estatuto de Autonomía de Cantabria

Con el inicio de la transición hacia la democracia en España comienza a surgir nuevas demandas y propuestas de descentralización y reconocimiento del autogobierno de las regiones derivadas de un sentimiento regionalista y nacionalista heredado que obligó al gobierno de turno a impulsar una reforma administrativa y territorial del país. Dicha reforma quedaría recogida finalmente en la Constitución Española de 1978. 
En Cantabria no se fue ajeno a ello y tras unos primeros avances en la década de 1970 en pos de la autonomía, con la llegada de la transición estos objetivos se vuelven más ambiciosos. Así, en 1976 y ante el descontento existente en la sociedad cántabra por la crisis económica que se arrastraba desde 1973, un grupo de cien significativas personalidades que aglutinaban las más variadas ideologías presentes en Cantabria, suscriben el 16 de marzo el denominado Manifiesto de los Cien con el fin de solicitar un Concierto Económico al gobierno español con el que dejar atrás la difícil coyuntura.
De estos primeros movimientos autonomistas surge en abril de ese mismo año un actor principal en la Comunidad en este proceso autonomista: la Asociación para la Defensa de los Intereses de Cantabria (ADIC). Una parte importante de los fundadores de esta asociación tuvieron una influencia significativa a la hora de desarrollar y llevar a buen puerto un estatuto de autonomía que convertía a Cantabria en una comunidad autónoma uniprovincial, aun a pesar de carecer de régimen previo preautonómico.
A comienzos de 1978 partidos políticos, sindicatos y asociaciones de Cantabria se dirigen a la Asamblea de Parlamentarios de Castilla y León para solicitar la no inclusión de la, por entonces, provincia de Santander en el proyecto preautonómico de Castilla y León sin que antes se recogiese el sentir mayoritario de los cántabros mediante sufragio. Estas presiones no surten efecto, desoyéndose las peticiones e incluyendo finalmente a Cantabria en el proyecto de ente autonómico castellano y leonés.
Ante este hecho los parlamentarios cántabros renuncian a participar en la negociación preautonómicas de dicha región y en mayo de 1978 acuerdan solicitar para Cantabria un estatuto de preautonomía. Con la aprobación y publicación del proyecto castellano y leonés el día 30 de ese mismo mes se cercenaban las aspiraciones de los autonomistas y se cerraba la puerta al proyecto de preautonomía de Cantabria. No obstante la junta de parlamentarios encargados de redactar el estatuto de preautonomía continuaron trabajando en el proyecto.
Mientras las manifestaciones en favor y en contra de la autonomía de Cantabria se iban sucediendo, como quedó patente ese mismo año durante la celebración del Día de La Montaña en Cabezón de la Sal en el que hubo abucheos, protestas y exaltaciones en ambos sentidos, o la creación de la Asociación de Cantabria en Castilla (ACECA) que censuraba la autonomía uniprovincial pedida. En octubre tiene lugar en Santander una gran manifestación que recorre la capital cántabra a favor de la autonomía de Cantabria y que termina con la lectura de un manifiesto y la colocación en la Diputación Provincial de la bandera de Cantabria.
El 6 de diciembre de 1978 es aprobada la Constitución Española, en cuyo artículo 143 se recoge los derechos al autogobierno:

[...] las provincias limítrofes con características históricas, culturales y económicas comunes, los territorios insulares y las provincias con entidad regional histórica podrán acceder a su autogobierno y constituirse en Comunidades Autónomas [...]

Y el procedimiento válido para ello:

La iniciativa del proceso autonómico corresponde a todas las Diputaciones interesadas o al órgano interinsular correspondiente y a las dos terceras partes de los municipios cuya población represente, al menos, la mayoría del censo electoral de cada provincia o isla. Estos requisitos deberán ser cumplidos en el plazo de seis meses desde el primer acuerdo adoptado al respecto por alguna de las Corporaciones locales interesadas.

Así, atendiendo a las suficientes peculiaridades históricas, etnográficas, culturales, económicas y de unidad geográfica que caracterizan a la región, y que ya venían acrecentando un sentimiento regionalista en Cantabria desde hacía siglos, el 30 de abril de 1979 el Ayuntamiento de Cabezón de la Sal, a escasas horas de la constitución de la Corporación Municipal, toma la iniciativa al resto de municipios cántabros, aprobando por unanimidad, y bajo la presidencia de Ambrosio Calzada Hernández, la primera moción municipal que solicita la Autonomía para Cantabria.
Comienza entonces una carrera a la sazón incierta. En los 180 días posteriores debían pronunciarse a favor de esta un mínimo de las dos terceras partes de los 102 municipios que componen la Comunidad. Esa misma semana se suman los ayuntamientos de Torrelavega y Ruente. Santander lo hace el 18 de mayo. A falta de un mes 42 ayuntamientos habían votado a favor, llegándose el 19 de junio a la cifra de 68 municipios, número mínimo requerido. Finalmente esta iniciativa fue suscrita por 87 municipios, los cuales representaban alrededor del 96% de la población de la comunidad. La Diputación Provincial se unió a la iniciativa y ratificó los acuerdos municipales solicitando la autonomía el 21 de junio de 1979.
El 30 de diciembre de 1981 concluyó el proceso iniciado en abril de 1979. En total 87 ayuntamientos de 102 y la Diputación Provincial se sumaron a la propuesta aprobada por el Ayuntamiento de Cabezón de la Sal. Cantabria basó su autonomía en el precepto constitucional que abría la vía del autogobierno a las "provincias con entidad regional histórica". 
La Asamblea Mixta, integrada por los diputados provinciales y los parlamentarios nacionales, inició el 10 de septiembre de 1979 los trabajos para la redacción del Estatuto de Autonomía. Tras la aprobación de este por las Cortes Generales, el 15 de diciembre de 1981, el rey de España firmó la correspondiente Ley Orgánica del Estatuto de Autonomía para Cantabria el 30 de diciembre de ese mismo año. De esta forma, Cantabria se desvinculó de Castilla y salió del régimen preautonómico de Castilla y León en el que se encontraba, nominalmente pues las diputados que la representaban no participaron en las reuniones del Ente Preautonómico, junto con las provincias de Ávila, Burgos, León, Logroño, Palencia, Salamanca, Segovia, Soria, Valladolid y Zamora.
El 11 de enero el Boletín Oficial del Estado publica la Ley Orgánica que aprueba el Estatuto de Autonomía para Cantabria (Ley Orgánica 8/1981, de 30 de diciembre) y el 1 de febrero entra en vigor el Estatuto de Autonomía para Cantabria.
El 20 de febrero de 1982 se constituyó con carácter provisional la primera Asamblea Regional provisional (hoy Parlamento). A partir de entonces el nombre de provincia de Santander fue sustituido por el de Cantabria, recuperando así su nombre histórico. Las primeras elecciones autonómicas se celebraron en mayo de 1983.

### Articulado

Bandera de Cantabria.

El documento original se estructuraba en 58 artículos, una disposición adicional, 11 disposiciones transitorias y una final organizados en un preámbulo, un título preliminar y seis títulos. Siendo su redacción original (hay que tener en cuenta que a día de hoy su estructura y contenido han cambiado y no está redactado el Estatuto actualmente como se indica a continuación) así:
- Título Preliminar: (artículos del 1.º al 6.º)
  - Define a Cantabria como una entidad regional histórica   (actualmente comunidad histórica) dentro de España, que ejercerá sus poderes emanados de la Constitución, del propio Estatuto y del pueblo cántabro.
  - Define el territorio cántabro como los 102 municipios que formaban la antigua Provincia de Santander.
  - Define a Santander como la capital de Cantabria y sede de la Diputación Regional de Cantabria (actualmente Parlamento de Cantabria, Gobierno de Cantabria y presidente del Gobierno de Cantabria)
  - Define los símbolos institucionales: Bandera, Escudo e Himno.

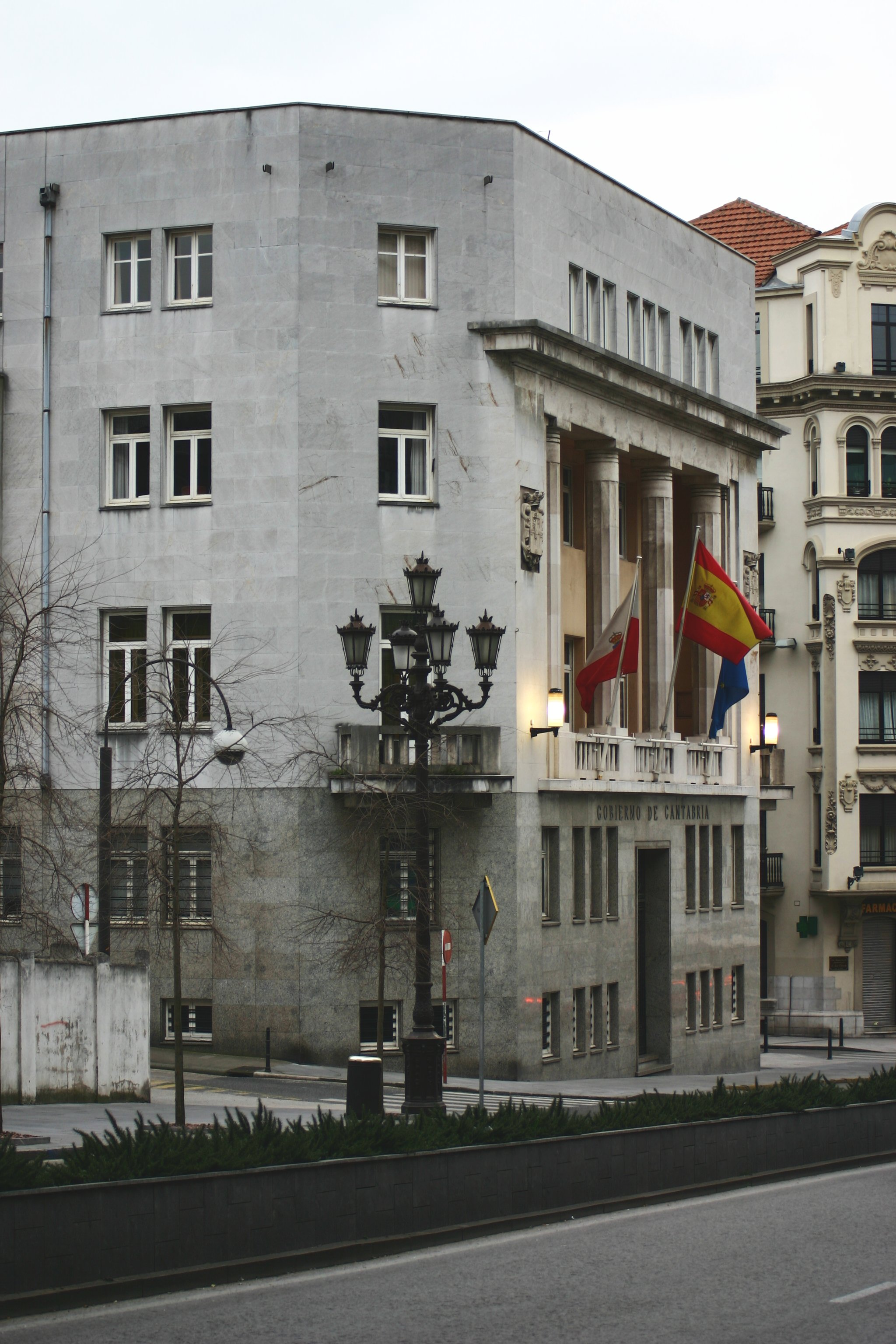
Antigua sede del Gobierno de Cantabria.

- Título I: De las Instituciones de la Comunidad Autónoma de Cantabria (artículos del 7.º al 23.º)
  - La Diputación Regional de Cantabria es la institución en la que se organiza políticamente el autogobierno de Cantabria. Está integrada por la Asamblea Regional, el Consejo de Gobierno y el presidente.
  - La Asamblea Regional de Cantabria (ahora Parlamento de Cantabria) (poder legislativo) contará con entre 35 y 45 diputados elegidos por sufragio universal, igual, libre, directo y secreto por sistema proporcional. El objetivo de esta cámara es el de controlar al Consejo de Gobierno. También se establece que Cantabria se constituirá en una única circunscripción electoral.
  - El Consejo de Gobierno (en la actualidad Gobierno de Cantabria) está compuesto por el presidente, vicepresidente y por los consejeros, nombrados y cesados por el presidente. Dirige la acción política y ejerce el poder ejecutivo. Tiene obligación de dar cuenta de su política ante la Asamblea regional. Está obligado a cesar a la celebración de elecciones regionales, por dimisión, incapacidad o fallecimiento de su Presidente o debido a una moción de censura en la Asamblea.
  - El Presidente de la Diputación Regional y del Consejo de Gobierno  (en este momento presidente del Gobierno de Cantabria) es la más alta representación de la comunidad autónoma y la ordinaria del Estado en Cantabria. Preside, dirige y coordina la actuación del Consejo de Gobierno.
- Título II: De las competencias de la Comunidad Autónoma (artículos del 24.º al 32.º)
  - Las comprendidas en el artículo 148 de la Constitución, exclusivas de las comunidades autónomas.
  - Las comprendidas en el artículo 149 de la Constitución
  - Otras competencias importantes que podrán ser asumidas tras 5 años son sanidad, educación, trabajo y seguridad social. El traspaso sucederá previo acuerdo de la Asamblea Regional o bien por el mecanismo del artículo 150 de la Constitución a iniciativa de la Asamblea Regional, Gobierno de España, Congreso o Senado.
- Título III: Del régimen jurídico (artículos del 33.º al 41.º)

Recoge las potestades y privilegios de la Asamblea Regional y la Diputación Regional, la creación y estructuración de su propia administración pública, la posibilidad de descentralizar funciones del Consejo de Gobierno en comarcas y municipios. Por último establece que las Leyes de Cantabria solo estarán sujetas a control de constitucionalidad y que el control económico presupuestario de la Diputación Regional lo realizará el Tribunal de Cuentas.
- Título IV: De la administración de Justicia (artículos del 42.º al 44.º)

De acuerdo con la Ley Orgánica del Poder Judicial, se crea el Tribunal Superior de Justicia de Cantabria. También se recoge la competencia de Cantabria para crear y modificar los partidos judiciales de su territorio.
- Título V: De la Economía y Hacienda (artículos del 45.º al 57.º)
  - Establece que el Patrimonio de la Comunidad será el de la extinta Diputación Provincial de Santander, en el momento de aprobación del presente Estatuto, más los bienes afectos a servicios traspasados, y los adquiridos.
  - La Hacienda de Cantabria constará de los impuestos y tasas de la Comunidad, de los tributos cedidos por el Estado, del porcentaje de participación en los ingresos del Estado y de la participación en el Fondo de Compensación Interterritorial, entre otros.
  - Además, en este título se regula la capacidad de la Comunidad para contribuir a instituciones que fomenten el desarrollo económico y social y la gestión de empresas públicas.
- Título VI: De la reforma del Estatuto (artículo 58.º)
  - La reforma se iniciará a propuesta del Consejo de Gobierno, de la Asamblea Regional (a propuesta de 1/3) o de las Cortes Generales mediante ley orgánica.
  - Por otra parte, se contempla la posibilidad de incorporación a una comunidad autónoma limítrofe a la que la unan lazos históricos y culturales. Esto sucederá por iniciativa de la Asamblea Regional y mediante aprobación de 2/3 de la misma y 2/3 de los ayuntamientos además de la aprobación de una Ley Orgánica que recoja el hecho en las Cortes Generales.
- Disposición adicional:

Especifica la cesión a Cantabria de una serie de tributos.
- Disposiciones transitorias:

Regulan, entre otras, las elecciones regionales y varios de sus procesos implícitos y además regula las competencias del órgano legislativo en la etapa provisional, etapa que se extendería del 20 de febrero de 1982 al 8 de mayo de 1983. 
- Disposición final:

Señala que la promulgación del Estatuto conllevará el cambio de denominación de Provincia Santander a comunidad autónoma de Cantabria.

### Reforma de 1991
Ley Orgánica 7/1991, de 13 de marzo (publicada en el BOE del 14 de marzo de 1991). Aplica al Estatuto de Autonomía de Cantabria la ley que establece la coincidencia, por parte del mayor número posible de comunidades autónomas, en la celebración de elecciones autonómicas, conjuntamente con las municipales, un día fijo: el cuarto domingo de mayo de cada cuatro años. También se modificó la LOREG y se le pusieron
limitaciones a los presidentes autonómicos en cuanto a su poder de disolución de
las cámaras (los presidentes autonómicos no podrán disolverlas ni en el primer
año, ni en el último año de legislatura).

### Reforma de 1994
Ley Orgánica 2/1994, de 24 de marzo (BOE, 25 de marzo de 1994). Esta modificación estatutaria supone una ampliación de competencias a tenor de lo que especifica la Constitución en su artículo 150.2 para las Autonomías creadas mediante el artículo 143 de la misma, es decir, para aquellas que accedieron a la autonomía sin régimen preautonómico previo, llanamente llamadas Autonomías de "vía lenta".

### Reforma de 1997
Ley 29/1997, de 4 de agosto de 1997 (BOE, 5 de agosto de 1997). Esta modificación tiene la finalidad adecuar el listado de tributos cedidos a la comunidad autónoma de Cantabria tras la reforma del régimen de financiación de las comunidades autónomas (LOFCA) que tuvo lugar en 1996. Tras la aprobación del nuevo modelo de financiación autonómica para el quinquenio 1997-2001.
Esta reforma modifica la Disposición Primera del Estatuto y no se considera modificación propia del Estatuto, como bien se dice en él (en la sección segunda de la Disposición Primera) "El contenido de esta disposición (primera) se podrá modificar mediante acuerdo del Gobierno con la Comunidad Autónoma, que será tramitado por el Gobierno como proyecto de ley. A estos efectos, la modificación de la presente disposición no se considerará modificación del Estatuto".

### Reforma de 1998
Ley Orgánica 11/1998, de 30 de diciembre (BOE, 31 de diciembre de 1998). Es la primera gran reforma del Estatuto de Autonomía de Cantabria, afecta a 54 de los 58 artículos del documento y sus principales objetivos fueron aumentar el techo competencial e introducir importantes cambios institucionales.
Esta reforma estatutaria inició su gestación el 27 de febrero de 1997, en el transcurso de la IV Legislatura, cuando los líderes de los grupos parlamentarios de la región se reúnen para formar una Ponencia. El 22 de abril de 1997 queda constituida y el 29 de diciembre del mismo año, los ponentes Francisco Rodríguez Argüeso (PP), Julio Neira (PSOE), José Ramón Saiz Fernández (UPCA), Rafael de la Sierra (PRC) y Martín Berriolope (IDCAN) consensúan el llamado Pacto de Carmona, el documento donde se plasman las reformas elaboradas por la Ponencia. Posteriormente, la Asamblea Regional de Cantabria aprueba el proyecto de reforma el 10 de febrero de 1998.
Entre otras modificaciones destacan las siguientes:
- Define a Cantabria como comunidad histórica
- Establece que Cantabria se organiza administrativamente en municipios y comarcas, las cuales serían desarrolladas por una ley posterior (aun sin desarrollar).
- Elimina la posibilidad de incorporación a otra comunidad autónoma (en el art. 58 de la primera redacción del estatuto), en clara referencia a Castilla y León, aunque en ningún artículo dice cual sería esa C.A. a la que podría unirse, cuyo estatuto aun considera esta opción.
- Elimina el término Diputación Regional de Cantabria.
- Sustituye la denominación "Asamblea Regional de Cantabria" por Parlamento de Cantabria.
- Sustituye la denominación "Consejo de Gobierno de Cantabria" por Gobierno de Cantabria.
- Especifica que las normas por las que se regirá el Parlamento de Cantabria y el procedimiento para la designación de senador por Cantabria.
- Crea las figuras del Defensor del Pueblo Cántabro y el Consejo Jurídico Consultivo, aun sin desarrollar.
- Crea el Boletín Oficial de Cantabria (BOC), cuya publicación se iniciaría el 1 de diciembre de 1999
- Se asumen las competencias de educación y sanidad, lo que conlleva la creación del Servicio Cántabro de Salud.

### Reforma de 2002
Ley 21/2002, de 1 de julio (BOE, 2 de julio de 2002). Esta modificación deroga la ley que reformó el Estatuto en 1997 y también tiene como objetivo actualizar los tributos cedidos a la Comunidad de Cantabria tras la reforma del régimen de financiación de las comunidades autónomas que tuvo lugar en 2002.
Esta reforma modifica la Disposición Primera del Estatuto y no se considera modificación propia del Estatuto, como bien se dice en él (en la sección segunda de la Disposición Primera) "El contenido de esta disposición (primera) se podrá modificar mediante acuerdo del Gobierno con la Comunidad Autónoma, que será tramitado por el Gobierno como proyecto de ley. A estos efectos, la modificación de la presente disposición no se considerará modificación del Estatuto".

### Reforma de 2021
Ley Orgánica 2/2021, de 23 de marzo (BOE, 24 de marzo de 2021). Tras la crisis económica de 2008, hubo una fuerte corriente en todo el país en contra de la figura del aforado. A raíz de esta corriente, diversas comunidades autónomas iniciaron o ya habían reformado sus estatutos para retirar dichos aforamientos.
Cantabria inició el proceso de reforma en 2017, mediante el cual ejecutaba una proposición no de ley del año 2015. La reforma, que fue aprobada por unanimidad en el Parlamento de Cantabria a finales de dicho año, suprime el fuero parlamentario de diputados autonómicos, el presidente de la Comunidad y los consejeros del Gobierno. El debate en el Congreso de los Diputados se llevó a cabo en marzo de 2018, siendo aprobada y dando traslado a los trabajos de las comisiones, sin embargo, la pronta terminación de la XII legislatura provocó la paralización de dicho proceso. La reforma regresó a las Cortes en la XIV legislatura, siendo aprobada por el Congreso el 4 de febrero de 2021 y por el Senado el 10 de marzo de ese mismo año. Entró en vigor el 25 de marzo de 2021.

## Posiciones políticas
En vista de la reforma del Estatuto de Autonomía de Cataluña en 2006, la mayoría de las comunidades autónomas decidieron iniciar las reformas de sus respectivos Estatutos para equipararse a Cataluña en competencias y hacienda, excepto la Comunidad de Madrid y Cantabria.
En la clase política de Cantabria hay un sentimiento general de que la reforma no es prioritaria y las posiciones de los partidos políticos y asociaciones son las siguientes:
- PP: cree que es más importante desarrollar bien las nuevas competencias que se asumieron en 1998 antes de iniciar un proceso de reforma.
- PSC-PSOE: considera que el actual Estatuto se adapta bien a las necesidades de la región y no descarta una posible reforma en el futuro, puesto que no se debe renunciar a lo que contribuya a la mejora del autogobierno o ingresos de la Comunidad.
- PRC: no ve prioritaria la reforma pero se va a estudiar el texto final del estatuto catalán para determinar si ha lugar una reforma ya que de lo contrario Cantabria podría ser discriminada.
- ADIC: desde esta asociación cantabrista se ha presentado un proyecto de reforma del actual Estatuto de gran calado. Defiende principalmente tres ejes: el cambio del sistema de financiación, el aumento del autogobierno gracias a la asunción de las máximas competencias posibles y la profundización en las señas de identidad cántabras.[12]